# Csénye
Csénye es un pueblo ubicado en el distrito de Sárvár, en el condado de Vas, Hungría.

## Superficie
Posee una superficie de 19,12 kilómetros cuadrados.

## Demografía
Hasta 2019 la población era de 697 habitantes, con una densidad de población de 36,45 habitantes por kilómetro cuadrado.